# Syndyas aterrima
Syndyas aterrima är en tvåvingeart som beskrevs av Meijere 1913. Syndyas aterrima ingår i släktet Syndyas och familjen puckeldansflugor. Inga underarter finns listade i Catalogue of Life.